# 윌리엄 월튼

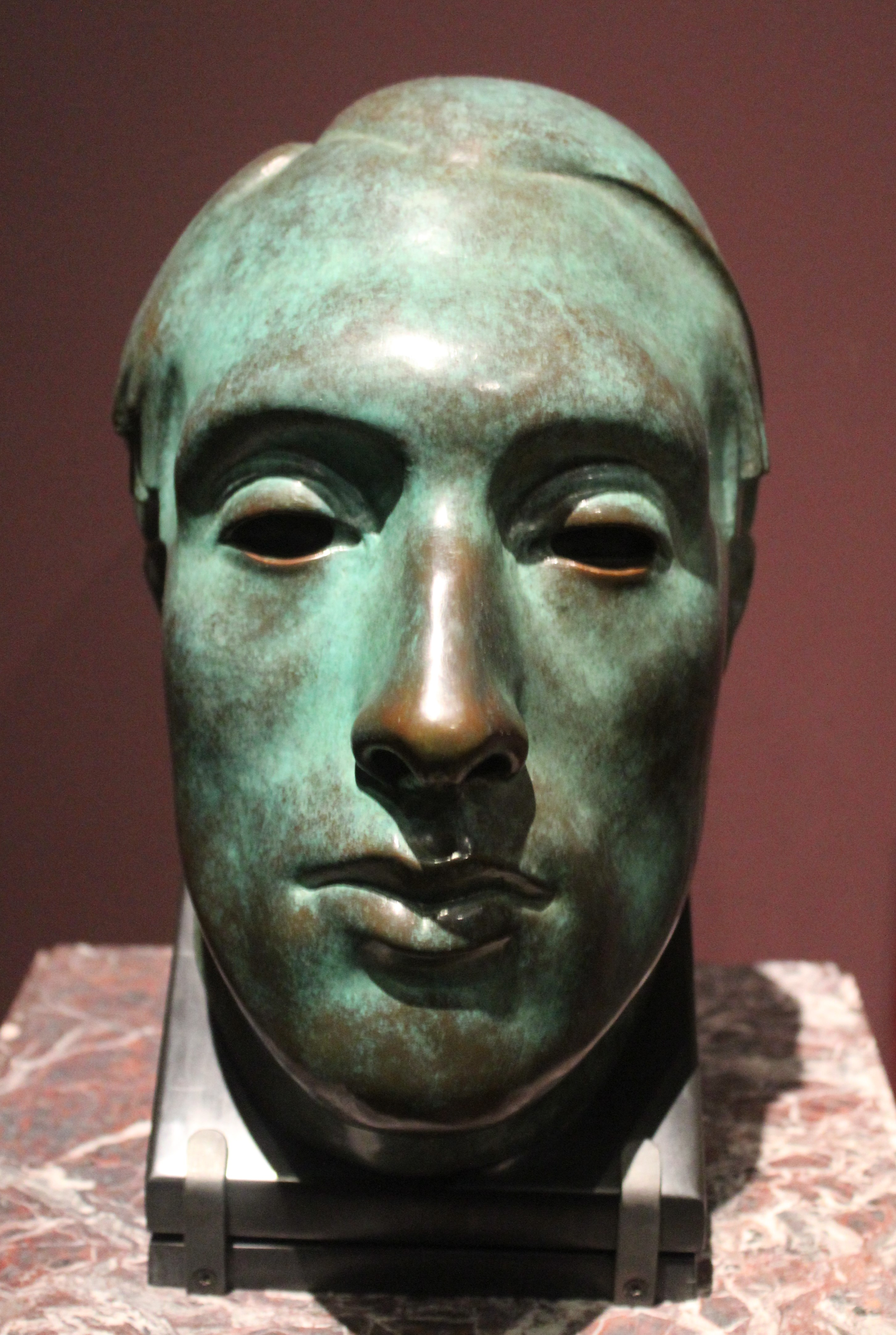

윌리엄 월튼(영어: William Walton, 1902년 3월 29일 ~ 1983년 3월 8일)은 20세기 초중반에 활동한 영국의 작곡가이다.

## 생애
윌리엄 월튼은 1902년 3월 29일 영국 그레이터 맨체스터 주의 올덤에서 태어났다. 성가대 지휘자인 아버지와 그의 제자 어머니 사이에서 태어난 윌리엄 월튼은 어린시절부터 바이올린, 피아노를 배웠고, 성악가인 아버지에게 성악도 배웠다. 그는 옥스퍼드 대학교에서 공부하던 중 영국 상류층 음악 애호가인 싯웰(Sitwell)형제를 만나서 후원을 받으며 독학으로 작곡을 하기 시작하였다.
1923년 잘츠부르크 국제현대음악제에서 처음 주목을 받게 되었고,〈포츠머스 포인트〉(1926)와〈신포니아 콘체르탄테〉(1928)로 관현악 작곡가로서 잘 알려졌다. 1929년〈비올라 협주곡〉이후에는 영국 낭만주의 작곡가 에드워드 엘가나 휴버트 패리의 영향을 받아, 낭만적이고 서정적인 작품을 많이 남겼다.이후 그는 우크라이나의  첼리스트  피터레고프스키 에게 헌정된 첼로 협주곡 을 작곡한다.이 곡은 음악적으로나 기교적으로나 매우 어려운 최고 난이도 의 협주곡이다. 이후 말년에는 첼로를 위한 파사칼리아를 작곡했다.